# Люсіль Браун
Люсіль Рут Браун (18 березня 1907 — 10 травня 1976) — американська кіноактриса. Найбільш відома за своїми ролями у вестернах 1935 року з Джоном Вейном: «Техаському терорі» та «Веселковій долині».

## Раннє життя
Люсіль Браун народилася в Мемфісі, штат Теннессі у родині містера та місіс Гарріс Л. Браун У 1923 році родина переїхала до Санкт-Петербурга у штаті Флорида. Вона почала вивчати ораторське мистецтво у віці 10 років у викладача Чиказького університету, а також відвідувала школу ораторського мистецтва у Бостоні. У 1925 року Люсіль закінчила середню школу.
У 1925 році Люсіль Браун отримала на конкурсі краси титул «Міс Санкт-Петербург». У 1926 вона отримала титул «Міс Флорида» на конкурсі краси штату. До того, як стати кіноактрисою, вона працювала моделлю у Нью-Йорку та грала у театрі в Чикаго.
Під час зйомок фільму «Таємниця повітряної пошти» у 1932 році Люсіль Браун познайомилась зі своїм майбутнім чоловіком, актором Джеймсом Флавіном. Незабаром вони одружилися та прожили разом більше 40 років, до його смерті 23 квітня 1976 року. Смерть чоловіка дуже сильно вплинула на Люсіль, через що вона померла через 17 днів, 10 травня 1976 року. В родині була одна дитина — син Вільям Джеймс Флавін, який пізніше здобув ступінь професора.

## Часткова фільмографія
- The Last of the Duanes (1930)
- Soup to Nuts (1930)
- Young as You Feel (1931)
- Danger Island (1931)
- Girls About Town (1931)
- Battling with Buffalo Bill (1931)
- The Texan (1932)
- Експрес «Гармата» (1932) — Саллі
- The Airmail Mystery (1932)
- Останній з могікан (1932, серіал) — Еліс Мунро
- Parole Girl (1933)
- Fra Diavolo (1933)
- King of the Arena (1933)
- Double Harness (1933)
- Багряний рай (1933) — Конні
- Політ до Ріо (1933) — подруга Белінди (в титрах не вказана)
- The Mystery Squadron (1933)
- Now I'll Tell (1934)
- Hide-Out (1934)
- The Law of the Wild (1934)
- Elinor Norton (1934)
- Тавро ненависті (1934) — Марджі Ларкінс
- Техаський терор (1935) — Бесс Меттьюз
- Secrets of Chinatown (1935)
- Веселкова долина (1935) — Елеонора
- На випробувальному терміні (1935) — Джейн Мюррей
- Західний кордон (1935) — Мері Гарпер
- Tumbling Tumbleweeds (1935)
- Magnificent Obsession (1935)
- The Crooked Trail (1936)
- Cheyenne Rides Again (1937)
- Dead End (1937)
- Sweethearts (1938)
- Missing Daughters (1939)
- Ride, Tenderfoot, Ride (1940)
- Doctors Don't Tell (1941)
- A Tragedy at Midnight (1942)
- Once Upon a Time (1944)
- Ladies of Washington (1944)
- Тонка людина їде додому (1944) — жінка на ковзанках (в титрах не вказана)
- A Woman of Distinction (1950)
- No Sad Songs for Me (1950)